# Manorreductor
Un manorreductor o válvula reductora de presión es un dispositivo que permite reducir la presión de un fluido en una red. El más sencillo consiste en un estrangulamiento en el conducto que produce una pérdida de carga o presión (ej. válvula medio cerrada) para reducir la presión pero la presión final variará mucho según la presión de entrada y el caudal. Si aumenta el flujo la presión bajará y si se detiene la presión se igualará con la de alta presión.
Los más correctos son los que consiguen que en la salida haya una presión constante fija o seleccionada (llamada de consigna).

Regulador de presión de una etapa.

Regulador de presión de doble etapa.

## Usos
Se utilizan para diversos usos:
- Gas canalizado: La presión de distribución es conveniente que sea alta para reducir el volumen del gas en el transporte y debe ser más alta que la requerida para el uso en los aparatos a gas.Para garantizar ese mínimo: se utiliza un manorreductor.
- Gas combustible: La presión de la bombona de combustible varía según se vacía o cambia la temperatura ambiente. Para que la presión en el aparato (cocina, calentador) sea la correcta, la de la bombona se reduce a una presión fija más baja, (20 mb. en el caso de gas natural y 38 mb. en el caso de Glp.)
- Suministro de agua domiciliaria y riego: La presión directa del suministro de agua puede ser excesiva y normalmente varía según los horarios (mayor o menor consumo general), de una localidad a otra o por otros motivos. Para evitar daños y dar una regulación homogénea se utiliza un manorreductor previo a la instalación de suministro.
- Buceo: La presión directa de la botella de aire afectaría la salud del buzo a términos mortales.
- Cualquier otro uso que requiera una presión constante y más manejable.

## Campo de aplicación
Hay que resaltar que estas válvulas solamente son capaces de reducir la presión, de modo que si la presión de entrada es inferior a la de consigna de la válvula, la presión de salida será igual a la de entrada, es decir, en la mayoría de los casos, insuficiente. 
En el caso de los gases combustibles, las llamas serían de menor potencia; en el caso del riego, los regadores no tendrían el alcance requerido; en el caso del agua de suministro domiciliario no llegaría a los grifos más elevados. En estos dos últimos casos, para elevar la presión sobre la de la red, sería necesario utilizar un grupo de presión.
- Datos: Q1260990
- Multimedia: Pressure regulators / Q1260990